# Rampur Naikin
Rampur Naikin è una suddivisione dell'India, classificata come nagar panchayat, di 9.901 abitanti, situata nel distretto di Sidhi, nello stato federato del Madhya Pradesh. In base al numero di abitanti la città rientra nella classe V (da 5.000 a 9.999 persone).

## Geografia fisica
La città è situata a 24° 21' 46 N e 81° 28' 12 E.

## Società

### Evoluzione demografica
Al censimento del 2001 la popolazione di Rampur Naikin assommava a 9.901 persone, delle quali 5.182 maschi e 4.719 femmine. I bambini di età inferiore o uguale ai sei anni assommavano a 1.749, dei quali 855 maschi e 894 femmine. Infine, coloro che erano in grado di saper almeno leggere e scrivere erano 5.352, dei quali 3.363 maschi e 1.989 femmine.